# Eric Taylor (Basketballspieler, 1976)
Eric Taylor (* 18. Oktober 1976 in Cincinnati, Ohio) ist ein ehemaliger US-amerikanischer Basketballspieler, der von 2006 bis 2010 in der deutschen Basketball-Bundesliga aktiv war. 

## Karriere
Eric Taylor spielte vor seiner Profikarriere am St. Francis College in Pennsylvania Basketball und wechselte von diesem College aus nach Frankreich. In der Folge spielte er auf der ganzen Welt für wechselnde Vereine, oft nur wenige Spiele bis maximal ein halbes Jahr. 
2004 kehrte er zu Polonia aus Warschau zurück, für die er auch in der ersten Jahreshälfte 2003 schon gespielt hatte, und blieb nicht nur in der kompletten Spielzeit bei diesem Verein, sondern war auch in der darauffolgenden Saison dort aktiv, in der er bei 26 Einsätzen auf durchschnittlich 11,5 Punkte und 8,8 Rebounds kam. Im September 2006 gaben die Bayer Giants aus Leverkusen bekannt, Taylor für die Saison 2006/07 verpflichtet zu haben, in der er alle Bundesligaspiele der regulären Saison absolvierte und pro Spiel 10,2 Punkte und 6 Rebounds sammeln konnte. Die Saison für Eric Taylor und die Bayer Giants Leverkusen endete mit dem Aus in der ersten Play-off-Runde gegen den EnBW Ludwigsburg. In der folgenden Saison spielte er weiter eine tragende Rolle bei den „Riesen vom Rhein“ und erzielte pro Spiel 10,6 Punkte, bevor er zu Saisonende im Mai 2008 vom Verein suspendiert wurde.
Zur Saison 2008/2009 wechselte er zu den Brose Baskets aus Bamberg, bis sein Vertrag am 12. Februar 2010 in beiderseitigem Einvernehmen vorzeitig aufgelöst wurde. Im Anschluss wechselte er zu den Giants aus Düsseldorf, welche die Leverkusener Lizenz in 2008 erworben hatten. Somit kehrte er zu den Giants zurück, für die er bereits von 2006 bis 2008 spielte. Damit verpasste er das Double, welches die Bamberger am Saisonende erreichten, stattdessen konnte er bei den Düsseldorfern den Absturz auf einen Abstiegsplatz nicht verhindern. Der Ligaverbleib der Giants konnte nur durch den Erwerb einer Wild Card erreicht werden. Taylor hingegen erhielt keinen neuen Vertrag. Er kehrte daraufhin nach Polen zurück in die dortige Liga und spielte beim KKS Siarka in Tarnobrzeg. Im Sommer 2011 war er noch für das Team Belgrad in der Summerleague von Eurobasket.com aktiv.
Eric Taylor ist verheiratet und Vater eines Sohnes (Eric jr.). Taylors großes Hobby ist die Astrologie.